# Leia crucigera
Leia crucigera är en tvåvingeart som beskrevs av Zetterstedt 1838. Leia crucigera ingår i släktet Leia och familjen svampmyggor. Arten är reproducerande i Sverige. Inga underarter finns listade i Catalogue of Life.